# Prieuré du Charme
Le prieuré du Charme était un prieuré de l'Ordre de Fontevraud, situé sur le territoire de la commune de Grisolles, dans le département de l'Aisne, en France.

## Historique
Le prieuré de Sainte Marie du Charme fut fondé en 1098 et placé à sous le vocable de Notre-Dame et Saint-Laurent. En 1790, 22 religieuses y vivaient.
Déclaré bien national à la Révolution française, il fut vendu puis démoli en 1793.

## Les tuileries médiévale et moderne du prieuré du Charme
Un bail de 1609 décrit la fondation d'une tuilerie sur les terres du Prieuré. Le preneur du bail, Baptiste Thouillote, tuilier, devra durant une période de 9 ans, proposer sa production, en priorité aux religieuses.